# Pycnoclavella stanleyi
Pycnoclavella stanleyi är en sjöpungsart som beskrevs av Berrill och Abbott 1949. Pycnoclavella stanleyi ingår i släktet Pycnoclavella och familjen Pycnoclavellidae. Inga underarter finns listade i Catalogue of Life.